# Bound by Lies
Bound by Lies (ook bekend als Betrayed en The Long Dark Kiss) is een Amerikaanse thriller uit 2005 onder regie van Valerie Landsburg.

## Verhaal
Door onachtzaam handelen verliest rechercheur Max Garret zijn partner in een dodelijke achtervolging en wordt door Interne Zaken voor een half jaar geschorst. Tijdens zijn schorsing ziet Max de mogelijkheid zijn relatie met zijn vrouw Diana een positieve draai te geven, maar na zes maanden verliest de blanke diender zich weer in speurwerk wanneer hij wordt overgeplaatst naar Moordzaken en onder de vleugels van zwarte rechercheur Eddie Fulton zijn medewerking moet verlenen aan de ogenschijnlijke zelfmoord van een junkie.
De ongure conciërge Gus Boyle ziet zichzelf als de onontbeerlijke beschermer van de huurders die voor weinig geld in het bouwvallige appartementencomplex wonen waarvan de junkie zijn fatale sprong heeft gemaakt. Max en Eddie vermoeden dat de vermeende zelfmoord van de drugsverslaafde in werkelijkheid een moord is waarvan de vermoedelijke dader zich in de nabije kring bevindt. In het bouwval woont onder meer Laura Cross, een sensuele fotografe met een voorliefde voor sadomasochisme, die haar woonruimte gebruikt als fotostudio. Randi Fuller, een verleidelijke brunette die zich opwerpt als toegewijd volgelinge van de beeldige blondine, en Emanuel Juarez, een kunstzinnige flatgenoot niet wars van nichterigheden, komen regelmatig over de vloer en gaan geleidelijk tot het palet van verdachten behoren.
Laura houdt een feestelijke opening van de expositie van haar foto’s, maar raakt uit haar element wanneer de verwaande kunstcriticus Raymond Karp de plechtigheid komt verstoren met de dreiging haar artistieke carrière eens en voor altijd met de grond gelijk te maken. In de kunst schikt Laura zich gewillig in de rol van wellustige onderdaan, maar in de realiteit geeft de fotografe zich allesbehalve graag gewonnen. In en nabij Laura’s appartement houden Max en Eddie beurtelings de wacht om haar – ofwel als verdachte, ofwel als getuige, ofwel als mogelijk slachtoffer – dag en nacht te beschermen tegen de buitenwereld. Max raakt steeds dieper in de moordzaak verstrikt en begint een stomende affaire met de mysterieuze blondine. Via rechercheur Bill Holleran, Eddies voormalige baas, komt Max achter het instabiele verleden dat zijn partner met de sleutelpersoon in de zaak gemeenschappelijk heeft. Een routineus recherchestukje verwordt tot een riskante bezigheid waarin de verleiding het verstand overmeestert, relaties privé en zakelijk elkaar wederzijds beïnvloeden en oud zeer een beduidende rol lijkt te spelen.

## Rolverdeling
| Acteur                  | Personage      |
| ----------------------- | -------------- |
| Kristy Swanson          | Laura Cross    |
| Stephen Baldwin         | Max Garrett    |
| Gladys Jimenez          | Diana Garrett  |
| Charles Malik Whitfield | Eddie Fulton   |
| Kevin Chamberlin        | Gus Boyle      |
| Natassia Malthe         | Randi Fuller   |
| Julian Acosta           | Emanuel Juarez |
| Joel Brooks             | Raymond Karp   |
| Sam Hennings            | Bill Holleran  |